# Али и Нино
«Али и Нино» (нем. Ali und Nino) — роман, под авторством «Курбана Саида», рассказывающий о любви азербайджанца-мусульманина Али хана Ширваншира и грузинки-христианки Нино Кипиани. Действие в романе разворачивается на Кавказе и в Иране на фоне событий Первой мировой войны. Книга представляет собой поиск путей к пониманию и примирению ислама и христианства, Востока и Запада. Большая часть событий романа происходит в Старом городе Баку (Ичери-Шехер) и близ него в начале XX века.
Впервые роман был издан на немецком языке в 1937 году в Вене (Австрия). Роман, автор которого до сих пор остаётся неизвестным, издавался более 100 раз на 34 языках мира. Через год под авторством Курбана Саида вышел роман «Девушка из Золотого Рога» — второй и последний роман Курбана Саида.
«Али и Нино», будучи бестселлером в 1937 году, издаётся и сегодня. Роман стал классикой литературы Азербайджана.

## Краткое содержание

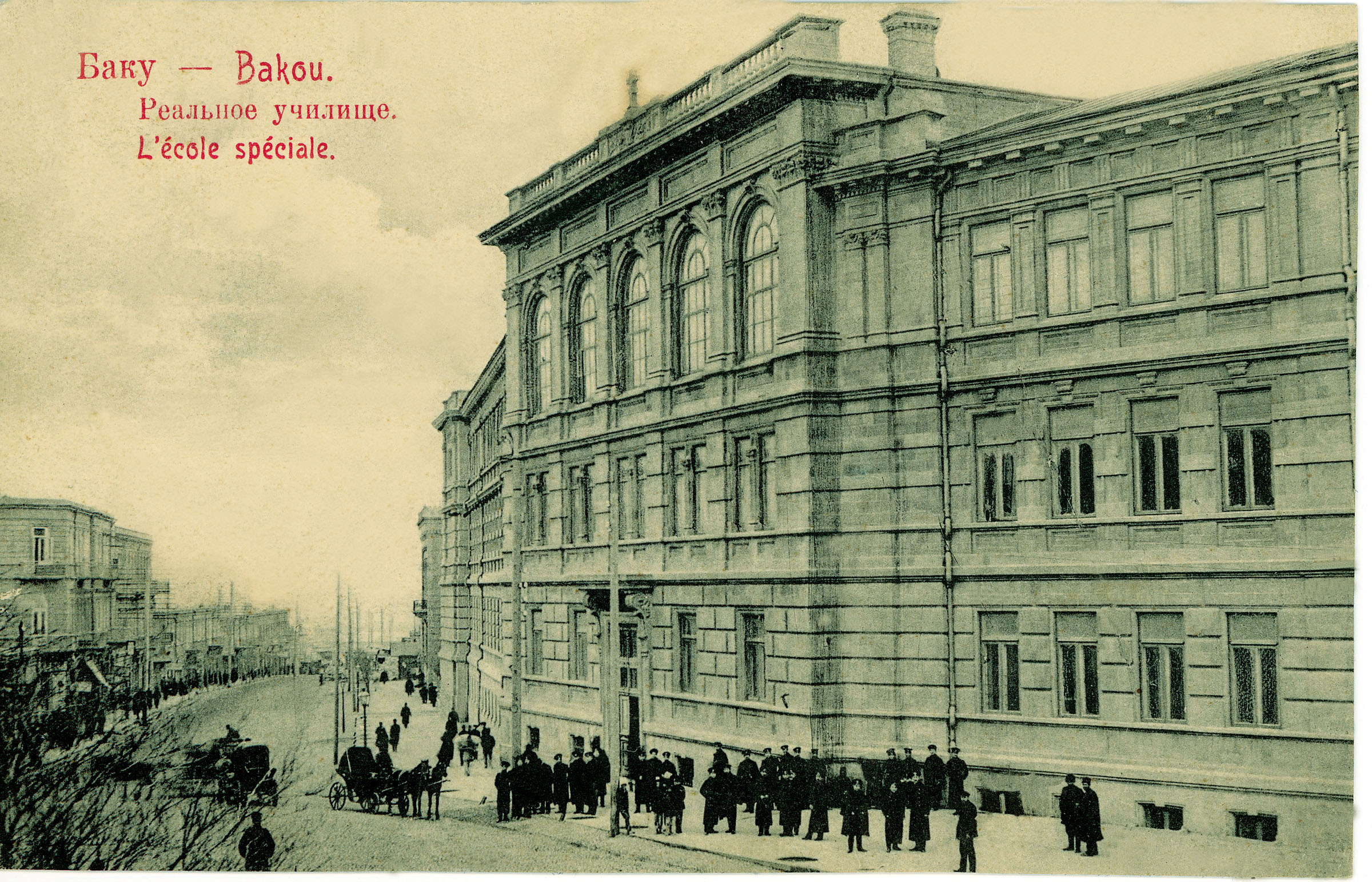
Бакинское реальное училище (в романе — «Бакинская русская императорская гуманитарная гимназия»), где учился Али, начало XX века

Главный герой романа — Али хан Ширваншир является потомком старинного аристократического рода Ширванширов. Предок Али хана Ибрагим хан лично вручил правителю Баку Гасанкули хану кинжал, которым тот якобы убил русского генерала Цицианишвили (который на самом деле был застрелен из пистолета при получении ключей от сдавшегося русским Баку). Хотя его отец всё ещё полностью принадлежит к азиатской культуре, Али подвергается в школе влиянию Запада.
Учась в бакинской гимназии, Али хан знакомится с дочерью грузинского князя Нино Кипиани и влюбляется в неё. Али встречал её у расположенной напротив женской гимназии святой царицы Тамары, где училась Нино. Али помогает ей с уроками, особенно по математике. Затем они начинают встречаться в Губернаторском саду, где и впервые целуются. Через любовь к грузинской княжне Нино, которая была воспитана в христианской традиции, Али всё больше приближается к европейскому миру.

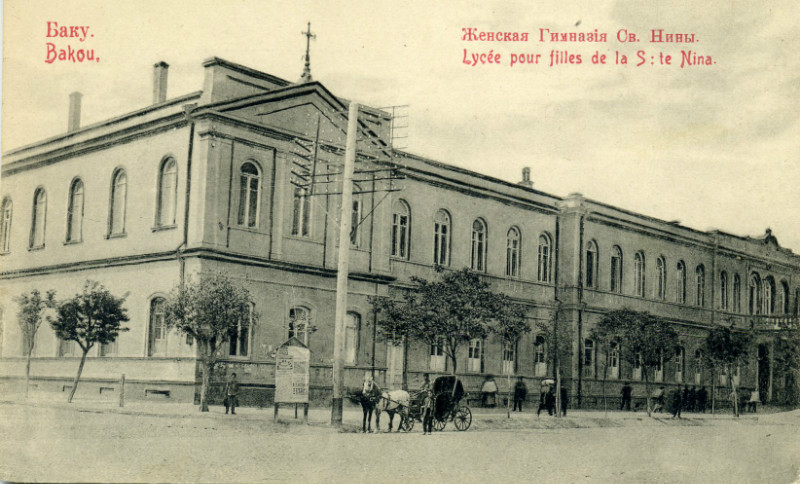
Школа Святой Нины для девочек (в романе — «Женская гимназия святой царицы Тамары»), где училась Нино. Начало XX века

После окончания школы Али решает жениться на Нино. Сначала она не решается, пока Али обещает, что он не заставит её носить чадру, или быть частью гарема. Отец Али, несмотря на его мусульманское традиционное представление о женщинах, поддерживает брак, однако отец Нино пытается его отложить.
Летом Али и Нино встречаются в Шуше, где знакомятся с армянским аристократом Меликом Нахараряном. Вскоре Али хан начинает дружить с Нахараряном, ведя с ним интересные споры. Но Нахарарян также влюбляется в Нино и хочет сам на ней жениться и увезти в Швецию.

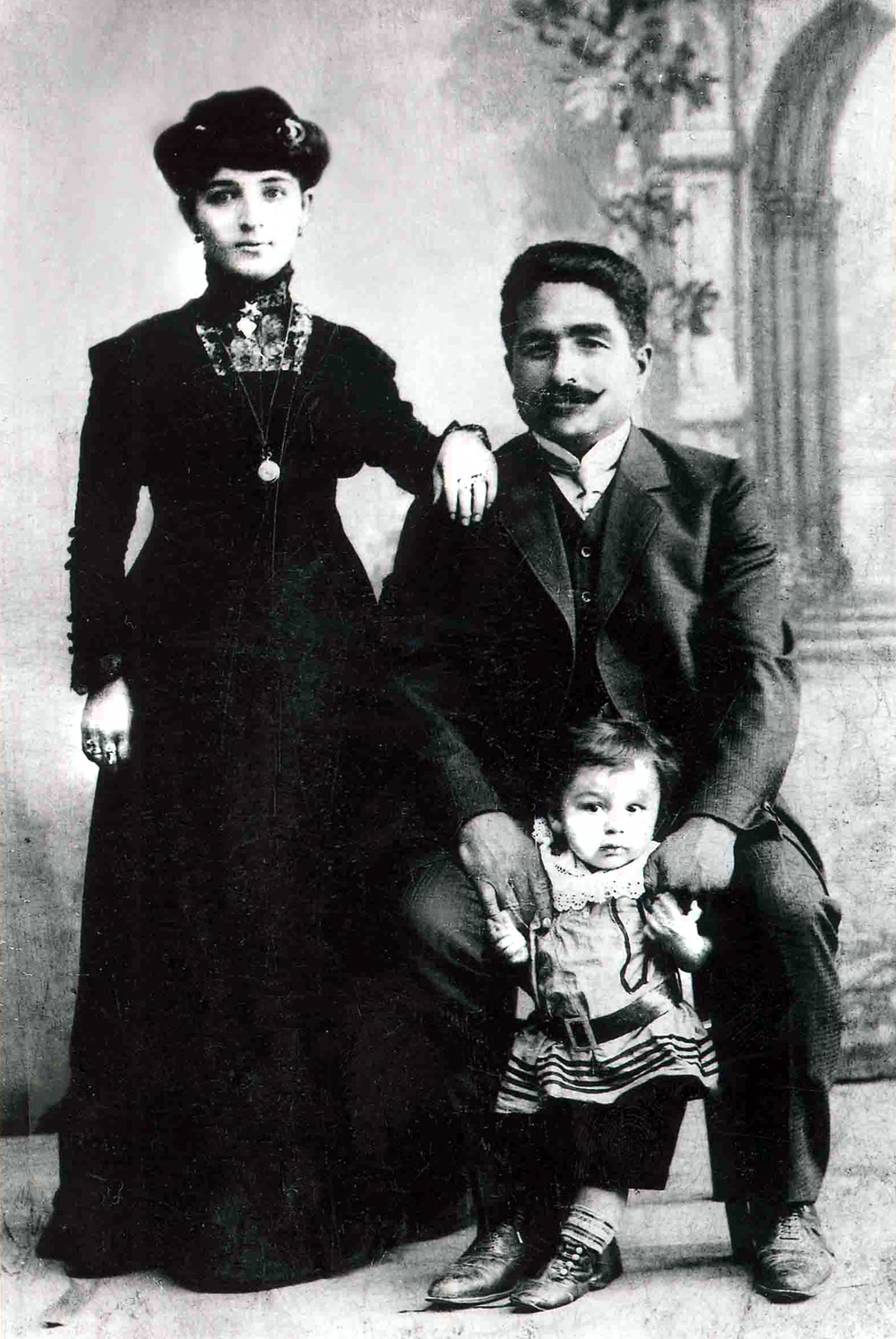
Прототипы Али и Нино: грузинка Александра с христианским прошлым и её муж азербайджанец Алипаша Алиев мусульманской традиции с дочерью Тамарой. И в романе у Али и Нино есть дочь по имени Тамара и оба Али были убиты большевиками. Семья жила в двух домах от дома, где жил один из возможных авторов романа Юсиф Чеменземинли. Фотография начала XX века

Вскоре начинается Первая мировая война. Мусульмане освобождены от воинской повинности, но очень многие из них пошли добровольцами. А Али — нет, чем очень недовольны его отец и дядя. Не понимает его и Нино. Но Али категорически не хочет сражаться за интересы Российской империи, будучи уверенным в её скором развале. Он даже не взирает на то, что Нино в Тифлисе гордо показывает ему могилу Грибоедова, чьей жене она приходилась внучатой племянницей по материнской линии.
В Баку Нахарарян, которого Али считал другом, похищает Нино и увозит к себе на виллу в Мардакян. Обладающая ветреным характером Нино ему не сопротивляется. В гневе Али верхом на карабахском коне догоняет их, на вилле у Нахараряна у них разворачивается драка, в результате которой Али хан убивает Нахараряна, становясь кровником этой семьи. После этого он вынужден скрываться в дагестанском ауле. Спустя много месяцев, Нино приходит туда к нему. Али хан её прощает и они заключают мусульманский брак, после чего несколько месяцев живут в бедности сельской жизнью. Нино в своём письме родителям отмечает, что ей очень нравится сельская жизнь, и что она никогда не была такой счастливой.
Как только наступает революция и мартовские бои, Али хан принимает жёсткие идеологические решения. Когда Османо-азербайджанская армия приближается к освобождению его родного Баку, Али хан следит за развитием событий. В связи с опасностью, что большевики захватят Баку, Али и Нино бегут в Персию. В Тегеране Али напоминают о его мусульманских корнях, в то время как Нино несчастлива в новой среде.
После создания Азербайджанской Демократической Республики, Али и Нино возвращаются и становятся культурными послами своей новой страны. Али предлагают пост посла во Франции. Эта идея Нино устраивает, но Али отказывается, боясь, что будет несчастлив в Париже. Нино иногда шокируют действия Али хана, когда он однажды истязает себя во время Ашуры. Вскоре у них рождается дочь, которую они называют Тамарой.
Заканчивается роман приходом русских, которые занимают Баку. Али хан заставляет Нино взять дочь и уехать в Тифлис. Но сам Али хан остаётся в Гяндже, не желая бросить родину в трудную минуту. Во время боёв на Гянджинском мосту он погибает, записав всё, что с ним происходило, в тетрадь.
Судьба Нино остаётся неизвестной.

## История романа

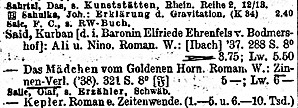
Владельцем псевдонима Курбан Саид, автора книг «Али и Нино» (1937) и «Девушка из Золотого Рога» (1938) в немецком книжном каталоге Deutsches Bucherverzeichnis за 1943 год указана Баронесса Эльфрида фон Бодмерсхоф.

Считается, что в 1935 году кто-то неизвестный оставил в находившемся в Вене издательстве E. P. Tal & Co / Verlag, рукопись на немецком языке и исчез. Автором был указан некий Курбан Саид. Считается также, что соглашение о публикации романа было подписано в 1937 году между издателем Талем и австрийской баронессой Эльфридой Эхренфельс фон Бодмерсхоф. В 1937 году в Вене роман был издан. Позднее в 1938 году роман был издан в Варшаве на польском и в Амстердаме на голландском, в этом же году — на шведском, в 1939 году в Праге — на чешском. В 1944 году роман был издан на итальянском языке, однако автором был указан не Курбан Саид, а Эссад Бей.
После Второй мировой войны книга была забыта, пока в 1969 году берлинская художница Женя Граман не обнаружила старое издание у уличного букиниста и не переиздала его в США, переведя её на английский язык. В 1970 году роман издаётся на английском в Нью-Йорке, Лондоне и Бейруте (на арабском). В 1971 году роман издаётся в Стамбуле на турецком. В этом же году Маджид Мусазаде подготовил перевод сценария романа на азербайджанский и отправил его на Радио Свобода.
В 1970-х годах роман издавался также в Амстердаме (1974), Канаде (1972), Париже (1973), Берне (1973), Мюнхене (1973), Токио (1974), Осло (1972), Барселоне (1973) и Стокгольме (1973).
В 1980-х годах роман издаётся в Амстердаме (1981), Франкфурте-на-Майне (1981), Тегеране (1983), Берне (1989). В 1990 году роман впервые публикуется на азербайджанском языке в художественно-литературном журнале «Азербайджан». В 1993 году роман второй раз публикуется в Баку на азербайджанском. В 1994 году в Баку в журнале «Литературный Азербайджан» роман в переводе Мирзы Гусейнзаде впервые издаётся на русском языке. В 1990-х годах роман также издаётся в Амстердаме (1991), Лахоре (1993), Нью-Йорке (1990 и 1996), Лондоне (1990), Мюнхене (1992 и 1994), Тегеране (1992) и Дакке (1995).
В XXI веке география публикаций романа расширяется. С 2000 по 2010 год книга издаётся в 37 городах мира, включая Москву, Пекин, Джакарту, Лиссабон, Тель-Авив и др.

## Проблема авторства
Автор романа по сей день неизвестен. Сама рукопись романа таинственно исчезла незадолго до его издания, и споры о праве на авторство романа ведутся до сих пор. Некоторые исследователи считают, что под псевдонимом Курбан Саид скрывается азербайджанский писатель, публицист и историк Юсиф Чеменземинли, чья биография похожа на биографию главного героя романа Али-хана (учёба в Бакинской реальной школе, жизнь в Шуше и т. д.).
Другие считают, что автор произведения — немецкий писатель и журналист, сын бакинского нефтяного магната Аврама Нуссимбаума Лео Нуссимбаум, что может доказываться наличием в романе неточностей, которые не мог допустить автор-азербайджанец, но мог бы допустить человек, лишь внешне приобщившийся к Азербайджану. Считается, что Нуссимбаум писал под псевдонимом «Эссад Бей», и в одном из изданий романа (1944 года, на итальянском языке) автором был указан М. Эссад Бей.
По третьей версии, «Али и Нино» написала баронесса Эльфрида Эренфельс фон Бодмерсхоф, жена барона Омара-Рольфа фон Эренфельса. В немецком книжном каталоге «Deutscher Gesamtkatalog» 1935—1939 годов под именем «Курбан Саид» пишется «псевдоним Эренфельс, ф. Бодмерсхоф, Эльфриды, баронессы». Проживающая в Вене племянница баронессы Лила Эренфельс заявляет, что именно она является правообладателем на «Али и Нино» как правопреемница баронессы.
Существует иная версия, которая утверждает, что псевдоним «Курбан Саид», равно как и авторство романа, принадлежит некоему Мухаммеду Асад-беку, эмигрировавшему на Запад после большевистской революции.

### Юсиф Чеменземинли

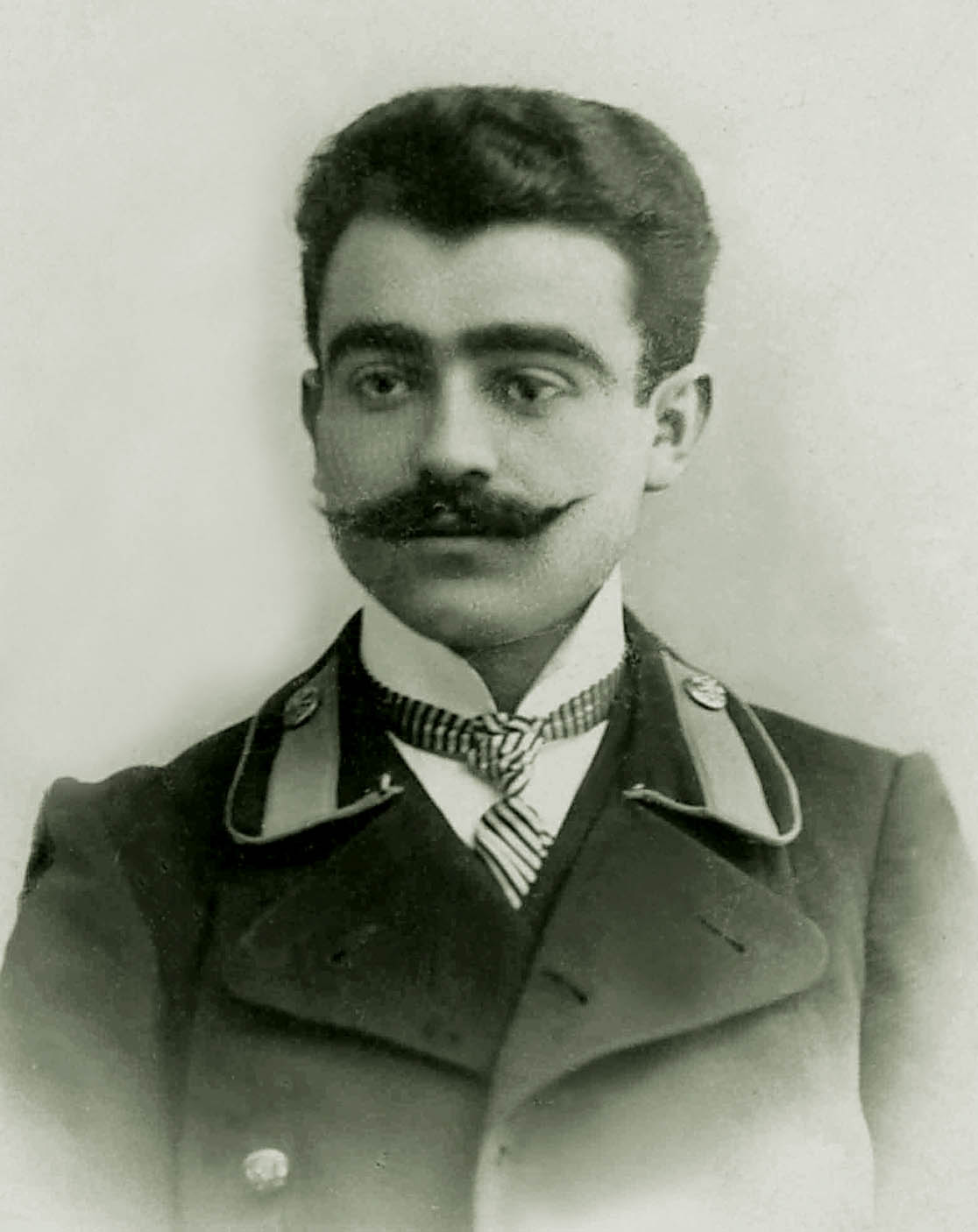
Юсиф Чеменземинли. 1911 год. Один из возможных авторов романа

Некоторые исследователи считают, что автором романа, который писал под псевдонимом «Курбан Саид», был Юсиф Чеменземинли. Этого мнения придерживаются в Азербайджане[кто?]. В Баку роман даже издавался с указанием Чеменземинли в качестве автора. Консультант по американской литературе иностранной комиссии Союза писателей СССР Фрида Анатольевна Лурье также считала Чеменземинли автором романа.
Юсифа Чеменземинли связывает с Курбаном Саидом то, что сам Чеменземинли был сеидом. Что же касается имени «Гурбан», то Чеменземинли написал короткий рассказ под названием «Гурбан». Кроме того, он называл себя «Гурбан» в переписке с советской властью Азербайджана в 1925 году, когда он просил разрешения вернуться на родину из Европы, куда он был назначен как дипломат, представляющий правительство Азербайджанской Демократической Республики, бывшей в оппозиции у большевиков. Главный герой романа также был послом АДР. Кроме того, дети Чеменземинли учились в той же гимназии, что и Нино.
Во время своей литературной карьеры Юсиф Чеменземинли использовал по меньшей мере 15 различных псевдонимов, начиная с 1904 года, когда он был ещё учеником средней школы. Среди псевдонимов были такие, как «Бадбахт» (Неудачник первая), «Хагг Тарафдары» (Защитник правды), «Мусави» (Равенство), «Сарсам» (Сумасшедший), «Страдающий» и «Зритель». Среди псевдонимов встречается и имя Али (имя главного героя романа). Кроме того, имя «Али» появлялось в каждом произведении писателя. Сын писателя Орхан Везиров рассказывал, что в творчестве Юсиф Везира прослеживалась тенденция, когда имена героев переходили из одного произведения в другое. Орхан Везиров утверждает, что его отец любил имя Али, поэтому даже написал семье как-то открытку за подписью «ваш Али».

### Лев Нуссимбаум

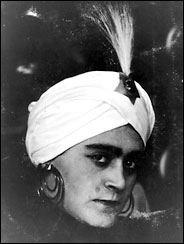
Лев Нуссимбаум, один из возможных авторов романа

Одним из возможных авторов романа считается принявший ислам немецкий писатель и журналист, сын бакинского нефтяного магната Лев Нуссимбаум, который, как и главный герой романа Али-хан, провёл детство в Баку и учился в Бакинской гимназии.
В 2005 году лондонским издательством Random House/Vintage Books была опубликована книга американского журналиста Тома Райса «Ориенталист», в которой тот приводит результаты своего расследования, в том числе, заполученную им нуссимбаумовскую рукопись автобиографического романа, подписанную «Курбан Саид». Том Райс приходит к выводу, что Курбан Саид это псевдоним Льва Нуссимбаума.
Под фотографией шестилетнего Нуссимбаума, где он стоит в кавказском облачении, напечатанной в New York Harold Tribune, стоит подпись: «Эссад-бей — он ненавидит проблемы, но готов на всё». Считается, что Нуссимбаум использовал имя Эссад бей в качестве своего псевдонима (есть мнение, что Нуссимбаум перевёл своё имя Лев на арабский — Эссад, а отчество Абрамович на Ибрагим оглу). В издании «Али и Нино» 1944 года на итальянском языке под названием «Али Хан» автором был указан именно М. (Мохаммед) Эссад Бей; в этом издании Нино именовалась Эрикой — по имени реальной жены Нуссимбаума.
Чингиз Гусейнов считает, что именно неазербайджанский автор может считаться автором романа, поскольку, как он утверждает, в романе есть неточности, которые не мог допустить автор-азербайджанец, но мог бы допустить человек, лишь внешне приобщившийся к Азербайджану.
У Льва Нуссимбаума также была родная сестра по имени Тамара. В романе же дочь Али и Нино также звали Тамарой.

### Эльфрида Эренфельс фон Бодмерсхоф

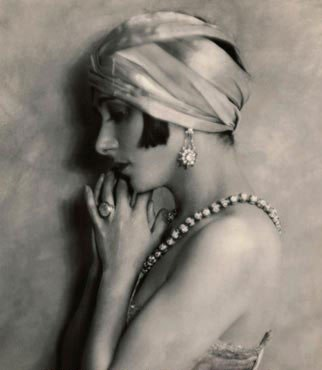
Баронесса Эльфрида Эренфельс фон Бодмерсхоф. Одна из возможных авторов романа

Племянница и приёмная дочь баронессы Эльфриды Эренфельс фон Бодмерсхоф Лила Эренфельс утверждает, что именно баронесса Эльфрида Эренфельс является как автором романа, так и носителем псевдонима «Курбан Саид», поскольку именно за ней закреплен псевдоним «Курбан Саид» в немецком издательском каталоге за 1935-1939 годы.
Эльфрида Фон Бодмерсхоф родилась в 1894 году в семье Бодмерсхофов, титулованных самим императором Францем Иосифом I, королём Венгрии и императором Австрийской империи. Училась на экономиста в Стенфордском университете Калифорнии. Знала малаялам. В конце 1950-х она поехала в Индию с целью изучения храмов в южной части страны. В Индии она вышла замуж за принявшего в 1926 году ислам Омара Рольфа фон Эренфельса по индийским ритуалам. У Омара Рольфа фон Эренфельса к этому времени уже была дочь от первого брака — Лила Эренфельс.
Лила Эренфельс утверждает, что у неё имеются документы, подтверждающие права баронессы на авторство, в том числе в немецком книжном каталоге «Deutsches Buecherverzeichnis» 1943 года обладателем псевдонима «Курбан Саид» и автором романа Али и Нино показана баронесса Эльфрида Эренфельс фон Бодмерсхоф. В то время имя каждого писателя, который публиковал любую свою книгу в Германии, а позже и в Австрии, автоматически входило в реестр каталога, который, как и всё остальное, находился под контролем нацистов.
Лила Эренфельс утверждает также, что первоначальный контракт на издание «Али и Нино» был подписан в 1937 году между Эльфридой Эренфельс и издателем Талем. Лила Эренфельс заявляет, что именно она как правопреемница баронессы обладает правами на первую публикацию романа. На протяжении многих лет, утверждает она, различные люди предъявляли претензии на авторское право. К примеру, в 1970-х это была Люси Таль, вдова Петера Таля — владельца издательства, впервые опубликовавшего роман в 1937 году в Вене.

## Структура романа
Роман «Али и Нино» разделён на тридцать глав. Повествование ведётся от первого лица, от имени главного героя Али-хана Ширваншира и заканчивается словами друга Али-хана, ротмистра Ильяс-бека:

Али хан Ширваншир погиб в 5 часов 15 минут на гянджинском мосту, на своём посту за пулемётом. Его тело упало в сухое русло реки. Ночью я спустился, чтобы спасти его. Оно было пробито восемью пулями. В его кармане найдена тетрадь. Если на то будет воля Аллаха, я доставлю эту тетрадь его жене. Мы похоронили его рано утром во дворе мечети, как раз перед тем, как русские перешли к последнему наступлению. Наша республика погибла, как погиб Али хан Ширваншир. 
Оригинальный текст (нем.)Ali Khan Schirwanschir fiel um viertel nach fünf, an der Brücke von Gandscha, auf seinem Posten hinter dem Maschinengewehr. Seine Leiche stürzte in das trockene Flußbett. Nachts stieg ich hinab, um sie zu bergen. Sie war von acht Kugeln durchbohrt. In seiner Tasche fand ich dieses Heft. Wenn Gott erlaubt, überbringe ich es seiner Frau. Wir bestatteten ihn in der frühen Morgenstunde im Moscheehof kurz bevor die Russen zur letzten Attacke übergingen. Das Leben unserer Republik ist zu Ende wie das Leben Ali Khan Schirwanschirs.

## Главные герои
- Али хан Ширваншир — потомок знатного рода Ширванширов, выпускник бакинской гимназии, позднее политический деятель АДР.
- Нино Кипиани — грузинская княжна, возлюбленная, а позднее жена Али хана. Принадлежит к грузинской православной церкви.
- Мелик Нахарарян — армянский аристократ из города Шуша, друг Али хана, впоследствии предавший Али хана.
- Ильяс бек — сын Зейнал аги (Гаджи Зейналабдина Тагиева), друг, одноклассник, а позднее и соратник Али хана.
- Мухаммед Гейдар — друг и одноклассник Али хана, офицер российской армии, участник Первой мировой войны.
- Сеид Мустафа — друг и одноклассник Али хана, сын имама. Женил Али хана на Нино.
- Арслан ага — сын богатого нефтепромышленника, друг Али хана, с которым они учились в одной гимназии.

## География романа и исторический контекст
Помимо Баку, события романа происходят в горных селениях Дагестана, в Шуше, Тифлисе и Персии. Подробно описывается Баку начала XX века и жизнь бакинцев в те годы на фоне таких событий, как мировая война, революция, гражданская война и мартовские события 1918 года, прибытие англичан в Баку, их уход, становление Азербайджанской Демократической Республики, взятие большевистскими частями Баку, советизация Азербайджана и подавление очагов национального сопротивления.

## Противостояние Востока и Запада в романе

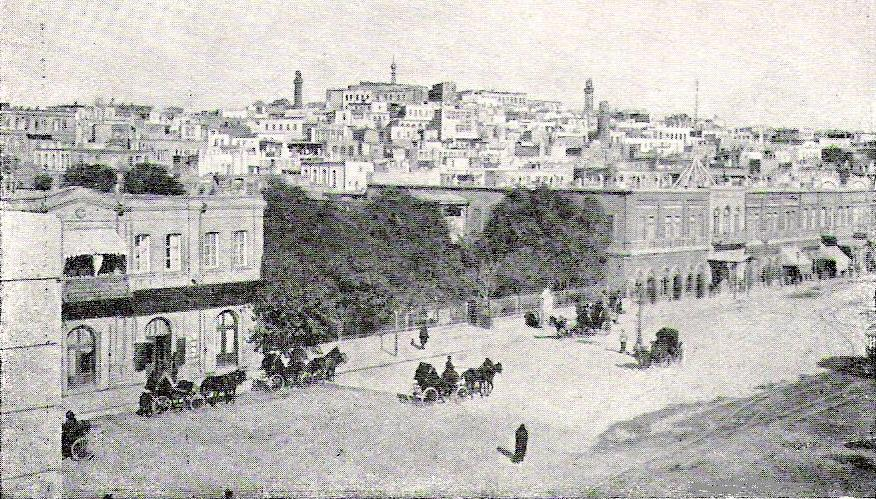
«Давай же останемся здесь, в Баку, ведь здесь так незаметно переплелись Европа и Азия.» — Али хан Ширваншир (Али и Нино, глава XVIII)

В романе Али и Нино оказываются вовлечены в события, протекающие на фоне первой мировой войны, большевистской революции, взлёта и падения первой независимой Азербайджанской Республики. Идя в ногу со временем, они вынуждены жить между Востоком и Западом.
Будь это географическое положение Баку, отношения Али и Нино, или выбор сторон в войне, всегда в романе присутствует два лагеря — Восток и Запад, охватывающие все аспекты жизни. Согласно Нурангиз Ходжаровой, Курбан Саид не вынуждает читателя на какое-либо суждение, а позволяет судить самому, чтобы решить, будет ли такое разделение разумным, он тонко приглашает читателя выйти за рамки, прямо в душу Али, который не принадлежит полностью ни к Востоку, ни к Западу, а принадлежит иному месту, называемому домом. Для Али хана Ширваншира эти местом является Баку. Баку в романе является местом, где между Востоком и Западом проходит невидимая граница, где Али влюбляется в Нино, где его предки сражались и умирали, и где хочет умереть он сам.

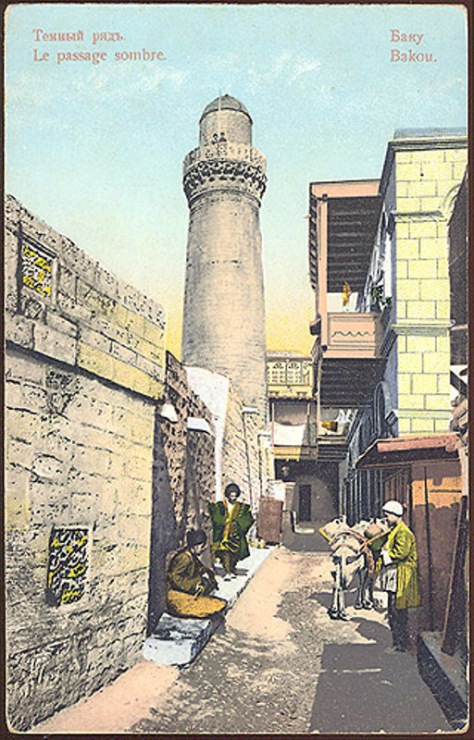
«Наш город — это сплошные тайны, которые прячутся в его укромных уголках. Я люблю эти тайны, люблю эти укромные уголки, люблю гудящую тьму ночи, дневной шепот во дворе мечети». — Али хан Ширваншир (Али и Нино, глава II)

Сравнивая старую и новую части города, Али хан говорит:«Передо мной лежали, по сути дела, не один, а два города, сросшиеся, как две половины ореховой скорлупы. Скорлупой был внешний город, лежащий по другую сторону древней крепостной стены. Улицы в том городе были широкие, дома — высокие… Граница между Европой и Азией тоже проходила по внешнему городу… А по эту сторону крепостных стен улицы были узкими и кривыми, как восточный кинжал. Если там, за крепостной стеной, в небо вонзались вышки нефтяных промыслов Нобеля, то здесь — в пушистые облака возносились минареты мечетей». (Али и Нино, глава II).
«Наш город — это сплошные тайны, которые прячутся в его укромных уголках. Я люблю эти тайны, люблю эти укромные уголки, люблю гудящую тьму ночи, дневной шёпот во дворе мечети. Люблю потому, что именно здесь Аллах позволил мне явиться на свет человеком, шиитом, последователем имама Джафара. И коли уж Он столь милостив ко мне, так пусть же позволит мне и умереть на этой улице, в этом доме, где я родился», — говорит Али.
Нурангиз Ходжарова пишет, что это слова человека, который не только азиат или европеец, мусульманин или христианин, но человек, который несёт в своём сердце мир и преданность, которые не могут быть сведены на нет какими-либо внешними силами.
Тема противостояния Востока с Западом часто встречается в романе. В книге в лице двух влюблённых Али и Нино показывается разница между Востоком и Западом, Азией и Европой, исламом и христианством, двумя и разными и похожими друг на друга культурами Кавказа. Курбан Саид напоминает своим читателям об этом снова и снова. Нино ужасно чувствует себя в Тегеране, в то время как Али чувствует себя не в своей тарелке на одной из вечеринок для британцев в своём новом доме в Баку и отказывается ехать в Париж. Он говорит Нино: «В Париже я буду несчастен, как ты в Иране. В чужом окружении я буду тонуть, как в водовороте. Вспомни шамиранский дворец, гарем. Ты не смогла вынести Азию, я не смогу выжить в Европе. Давай же останемся здесь, в Баку, ведь здесь так незаметно переплелись Европа и Азия. Не смогу я уехать в Париж. Там нет ни мечети, ни крепости, ни Сеида Мустафы. Мне необходимо дышать воздухом Азии, чтобы выносить эту орду иностранцев, нахлынувших в Баку. Ты возненавидела меня во время мухаррема, я буду ненавидеть тебя в Париже. Не сразу же, но после какого-нибудь карнавала или бала, куда ты потащишь меня, я начну ненавидеть этот чужой мир и тебя. Поэтому я должен оставаться здесь. Я здесь родился и здесь хочу умереть».. Тем не менее Али, также как и Нино, чужой в Иране, и роль Нины в качестве хозяйки на западной вечеринке кажется фальшивой. Тем не менее, они оба счастливы в Баку, Тифлисе, Шуше. Поскольку они, как отмечает Элин Сулейманов, у себя дома на Кавказе.
Книга, как считает Элин Сулейманов, полна символизма. Например, в эпизоде, где Али преследует похитившего Нино Нахараряна на знаменитом карабахском скакуне, — символ Востока, в то время как Нахарарян едет на своём европейском автомобиле, — символ Запада.

## Баку в Али и Нино
Основные действия в романе происходят в Баку. Места города, упоминаемые в романе, существовали и в реальности. В нижеследующей таблице приводятся упоминаемые в романе места города.
| Место | В годы Али и Нино | Сегодня | Расположение                                             | Упоминание в романе |
| --- | ----------------- | ------- | -------------------------------------------------------- | --- |
| Губернаторский сад, сегодня Сад Филармонии |                   |         | Пересечение улиц Истиглалият и Ниязи                     | В романе Али тайно встречается с Нино в этом саду (главы III, XIII) |
| Здание Общественного собрания (летний клуб) (в романе — Городской клуб), сегодня — Бакинская Филармония                                                            |                   |         | ул. Николаевская сегодня — Улица Истиглалият, 20         | В романе Али и Нино вместе с Нахараряном после посещения оперного театра проводят вечер в клубе, где они беседуют об исторических особенностях региона и о роли России на Кавказе (глава X) |
| Городская дума (в романе — Городская управа), сегодня — Бакинская мэрия                                                                                            |                   |         | ул. Николаевская сегодня — Улица Истиглалият, 4          | В романе городская управа упоминается в контексте Думской площади, где в ходе мартовских событий собрались мусульмане, противостоя большевикам и дашнакам (глава XXI, XXII) |
| Школа Св. Нины для девочек (в романе — Женская гимназия святой царицы Тамары), сегодня — школы № 132 и № 134                                                       |                   |         | ул. Николаевская сегодня — Улица Истиглалият, 33 и 35    | В гимназии училась Нино. Али часто идет к школе, чтобы встретиться там с Нино. Он часто помогал ей с уроками, особенно по математике (глава I). |
| Бакинское реальное училище (в романе — Бакинская русская императорская гуманитарная гимназия), сегодня — Азербайджанский государственный экономический университет |                   |         | ул. Николаевская сегодня — Улица Истиглалият, 6          | В романе Али учился в этой гимназии (глава I). |
| Дворец Ширваншахов |                   |         | Улица Кичик Гала, 46/11                                  | «Возвращаясь из гимназии, я часто прохожу мимо полуразрушенного дворца. Его судилище с массивными мавританскими колоннами сейчас пусто и безлюдно…» (глава II). |
| Здание Исмаилия (в романе — Исламское благотворительное общество), сегодня — здание президиума Академии наук Азербайджана                                          |                   |         | ул. Николаевская сегодня — Улица Истиглалият, 10         | «В память о сыне старик построил на Николаевской роскошный особняк, на фасаде которого большими буквами было выбито „Исмаил“. Этот особняк он передал исламскому благотворительному обществу… Имя этого старика было Ага Муса Наги…» «В зале Исламского благотворительного общества шло собрание…» (глава II). |
| Крепостные ворота (в романе — Ворота Цицианишвили) |                   |         |                                                          | Ворота стояли прямо напротив дома Али, через эти ворота некогда вошёл в город русский князь Цицианишвили (глава II). На фоне ворот происходят мартовские события 1918 года. (глава XXI). |
| Дом Гаджи Гаджибалы Ашумова (в романе — дом Ашума) сегодня — здание Конституционного суда Азербайджана                                                             |                   |         | Площадь «Гянджлик», 1                                    | В начале века дом Ашумова было двухэтажным. В романе во время мартовской бойни Али разместился на крыше этого дома, чтобы противостоять большевикам и армянам. (глава XXII). |
| Девичья башня |                   |         | Александровская набережная сегодня — Проспект Нефтяников | «А вот возвышается круглая, массивная Девичья башня. У её подножья суетятся проводники…» (глава I) «Здесь, у восточной стены Старого города возвышалась Девичья башня, которую очень давно велел воздвигнуть правитель Баку Мухаммед Юсиф хан в честь своей дочери, на которой он хотел жениться. Но свадьбе не суждено было состояться. Девушка бросилась с башни в тот момент, когда отец поднимался по лестнице в покои дочери. Камень, о который разбилась девушка, называется „камнем девственницы“ и невесты перед свадьбой иногда приносят к нему цветы…». (глава II). |
| Дом Тагиева (в романе — особняк Зейнал аги) сегодня — здание Музея истории Азербайджана                                                                            |                   |         | ул. Горчаковская сегодня — Улица Тагиева, 4              | В романе в доме Тагиева состоялся выпускной вечер Али и его одноклассника Ильяс бека (сына Тагиева) «…для нашего выпускного вечера Зейнал ага предоставил большой зал в своем особняке, потолок которого был целиком был выложен матовым горным хрусталем. Ровно в восемь вечера я поднимался по широким мраморным ступеням особняка…». (глава IV). |
| Кондитерская бр. Филипосянц (в романе — ресторан Филипосянца) |                   |         | ул. Барятинская сегодня — Улица Ализаде, 5               | В романе Али сидя вместе со своим другом Нахараряном в этом ресторане рассказывает как отец Нино отказался выдать за него свою дочь. «…Мягкие кресла ресторана, стены, обитые красным шелком, — все навевало уют и покой.…». (глава XIII). |
| Театр бр. Маиловых (в романе — Бакинский городской оперный театр) сегодня — Азербайджанский государственный академический театр оперы и балета им. М. Ф. Ахундова  |                   |         | ул. Губернская сегодня — Улица Низами, 95                | Али и Нино любят ходить в театр. Они посещают театр во время оперы Евгений Онегин, где встречают Нахараряна (глава X). Однажды, когда Али не мог пойти с Нино в театр на гастроли Шаляпина, он попросил своего друга Нахараряна пойти с ней, тот согласился, а после оперы похитил Нино (глава XVI). |

## Отзывы и критика
Amazon

 WeRead

 Goodreads

 LibraryThing
Рецензируя роман в «Коммерсанте», обозреватель Анна Наринская определяет его текст как ориенталистскую стилизацию. Она пишет:
Характеры героев — мужественного, но пылкого Али и взбалмошной, но верной Нино — неизменны. Судьбы предрешены. Разговоры назидательно наивны. Казалось бы — Лейла и Меджнун времён Первой мировой и гражданской войн.
«Выдающаяся книга. Такое чувство, будто нашёл клад» — The New York Times
«Блестящий шедевр… Не могу припомнить ни одной подобной любовной истории в художественной литературе» — Washington Star
«Трогательная и красивая история… живой взгляд на столкновение культур и бессмертия любви» — Time

## В культуре

Статуя Али и Нино в Батуми.

В 2011 году в Батуми была установлена подвижная скульптура «Али и Нино». Скульптором является Тамара Квеситадзе, которую на создание произведения вдохновил роман. Высота скульптур — по семь метров. В самом начале скульптура носила название «Мужчина и женщина». Но после того, как было принято решение установить её в Батуми, фигуры получили имена героев книги Курбана Саида — Али и Нино. Стальные Али и Нино медленно двигаются навстречу друг другу, меняя положение каждые 10 минут, до тех пор, пока не встретятся и не сольются в одно целое. После этого начинается обратный процесс, а затем всё по новой.
В марте 2007 года на базе альтернативного Творческого Центра Молодежи в городе Баку молодой режиссёр Эльвин Мирзоев на сцене Дома Актёров поставил спектакль «Али и Нино». Спектакль имел оглушительный успех и получил ряд приглашений на международные театральные фестивали. Но по неизвестным причинам, спустя несколько месяцев спектакль был закрыт. Только спустя 4 года «Али и Нино» был восстановлен режиссёром с новой труппой Бакинского Муниципального Театра. В 2012 году «Али и Нино» получил приглашение на Всероссийский Театральный Фестиваль «Золотая Маска». В международном блоке «Маска плюс» спектакль был представлен на сцене театра «На Страстном». Оглушительный успех спектакль имел и на Международном Театральном фестивале «Мельпомена Таврии» городе Херсоне (Украина). Актриса Нигяр Гасанзаде за роль Нино Кипиани была удостоена награды и диплома за «Лучшую женскую роль». Первые мировые исполнители Али и Нино — режиссёр и актёр Эльвин Мирзоев и Нигяр Гасанзаде.
В 2016 году в Англии был поставлен фильм Али и Нино «Ali and Nino». В роли Нино — Мария Вальверде, а в роли Али — Адам Бакри

## Переводы
Роман Али и Нино издавался на 33 языках мира. На сегодня известно более 100 публикаций романа, большинство которых переведены с немецкого оригинала и первого английского перевода.
- На азербайджанском (азерб. Əli və Nino).

Впервые роман «Али и Нино» с немецкого на азербайджанский язык перевёл в 1972 году, в Мюнхене, сотрудник «Радио Свобода» Меджид Мусазаде. И радио в течение года знакомило слушателей в Баку с этим романом. Скрипты этих передач в настоящее время находятся в Государственном Архиве Азербайджанской Республики. Вторично перевод осуществил сотрудник того же радио Мирза Хазар. Именно его перевод был напечатан в Баку в 1990 году в журнале «Хазар». В этом же году роман в переводе Мирзы Хазара был издан в художественно-литературном журнале «Азербайджан».
В 1993 году роман на кириллице публикует издательство «Язычы». В 2004 году — издательство «Сада», но автором указан не Курбан Саид, а Юсиф Чеменземинли. Позднее роман издавался на азербайджанском в 2006, 2007, 2008, 2010 и 2012 годах.
- На албанском (алб. Aliu dhe Ninoja).

Роман лишь раз был опубликован на албанском языке в 2009 году в Тиране издательством OMSCA-1. Перевёл роман Гури Шьюти.
- На английском (англ. Ali and Nino).

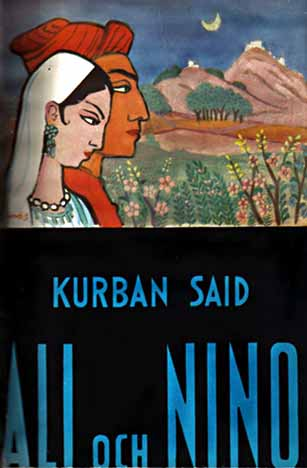
Обложка издания 1938 года на шведском. Художник Роланд Свенссон

Роман издавался на английском 15 раз. Впервые он публикуется в 1970 году в Лондоне издательство Hutchinson. Перевела роман в 1967 году с немецкого родившаяся в России, позднее эмигрировавшая в Европу берлинская художница Женя Граман (1920-е — 2002). Она получила разрешения на перевод у Люси Таля, вдовы Петера Таля — владельца издательства, впервые опубликовавшего роман в 1937 году в Вене. На сегодня многие издания романа переведены именно с перевода Жени Граман. В этом же году роман публикует в Нью-Йорке издательством Random House.
В 1971 году издательство Arrow Books публикует роман в Лондоне, а годом позже Pocket Books издаёт книгу в США и Канаде. В 1990 году Vintage/Ebury публикует роман в Нью-Йорке, а Робин Кларк — в Лондоне. В 1996 году Overlook Press публикует роман в Нью-Йорке и права на авторство относятся Люси Талю, а уже в 2000 году там же выходит эта нига под издательством Thorndike Press, где автором прав на книгу указана Лила Эхренфелс. В этом же году в Лондоне роман публикует Chatto & Windus (где правообладателем также указана Лила Эхренфелс) и Vintage, а в Нью-Йорке — Anchor.
- На арабском (араб. علي ونينو‎).

На арабском роман издавался трижды: в 1970, 2002, 2003 и 2010. Впервые в 1970 году роман был опубликован в Бейруте издательством Dar Al-Quds. Перевёл роман Абдель Вахаб аль-Ахмади. В 2003 году — роман также в Бейруте издал Matabat al-Fakih. Перевод был осуществлён с английского перевода немецкого оригинала.
- На бенгальском (бенг. अली और नीनो).

Всего на бенгальском языке роман издавался пять раз. Впервые роман издал в 1995 году в Дакке Салех Уддин из Bud Publications. Перевёл роман с перевода Женни Грамон доктор Бюльбюль Сарвар. Второй раз роман был издан в 2000 году, а в 2003 — роман издал в Калькутте Абдур Рахман Маллик. А в 2004 в Дакке — Абдур Роуф Бокул. Последний раз на бенгальском роман был издан в 2008 году.
- На венгерском (венг. Ali es Nino).

В 2002 году Magyar Konyvklub издал роман в Будапеште. Перевела книгу Мария Борбаш.
- На голландском (нидерл. Ali en Nino).

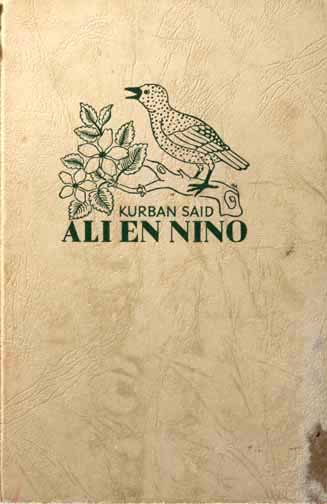
Обложка издания 1938 года на голландском.

Роман семь раз издавался на голландском. Впервые в 1938 году в Амстердаме роман издал Ван Холькема и Варендорф. В 1974 и 1981 гг. там же роман издал De Harmonie. Перевела книгу с английского Эльза Хуг. В 1991 году Ван Холькема и Варендорф повторно издали роман.
В 2002, 2004 и 2009 гг. в Амстердаме роман издал De Bezige Bij. Перевёл роман с немецкого Мейжеринк.
- На греческом (греч. Αλί και Νίνο).

На греческом роман был опубликован в 2002 году в Афинах издательством Psichogios Publications. Перевели роман с английского Мария и Элени Паксиноу.
- На грузинском (груз. ალი და ნინო).

Роман дважды публиковался на грузинском. В 2002 году в Тбилиси издательством Диоген был опубликован перевод Майи Мирианашвили и в 2004 году — перевод Гиоргия Джабашвили.
- На датском (дат. Ali og Nino).

В ноябре 2008 года роман был опубликован в Копенгагене издательством Forlaget Vandkhunsten. Перевели роман Юдита Прайс и Ёрген Херман Монрад.
- На иврите (ивр. עלי ונינו‎).

В 2001 году роман был опубликован в Лоде и Тель-Авиве издательством Zmorah-Bitan. Перевод с английского осуществил Майкл Дак.
- На индонезийском (индон. Ali dan Nino).

В июле 2004 года роман был опубликован в Джакарте издательством Serambi. Перевели роман Мариана А. и Хикмат Дамаван.
- На испанском (исп. Ali y Nino).

Роман четырежды издавался на испанском. В 1973 году роман был издан в Барселоне Plaza y Janes. Перевод с английского осуществил Адольфо Мартин. В 2000 году роман издательством Debate/Media был опубликован в Мадриде, а в 2001 и 2012 в Барселоне был издан перевод Исабелы Пайно Хименес-Угарте.
•  На Татском (татск. Əli bə Ninoyaz)
Перевод был издан в Баку в 2023 году по заказу Bakı Beynəlxalq Multikulturalizm Mərkəzi (Бакинский международный центр мультикультурализма). Роман перевел доцент Владимирского государственного университета Алиев Тельман Асад оглы (Асадович). Перевод был осуществлен с Азербайджанского языка.

## Похожая тема в литературе
- Асли и Керем — анонимный дастан о любви азербайджанца Керема и армянки Асли[26][27].
- Бахадур и Сона — роман Наримана Нариманова о любви студента — азербайджанца Бахадура и армянки Соны[28].
- В 1905 году — пьеса Джафара Джаббарлы о любви азербайджанца Бахши и армянки Соны.
- Красное покрывало — рассказ А. Бестужева о любви азербайджанки к русскому офицеру.
- Романтическая история — рассказ Стефана Зорьяна о любви азербайджанца Али и армянки Катарине.